# Метёлкина, Елена Владимировна
Еле́на Влади́мировна Метёлкина (род. 23 октября 1953, Москва, СССР) — советская и российская манекенщица и киноактриса.

## Биография
Родилась в Москве в семье военного. Отец — Владимир Дмитриевич Метёлкин, гвардии майор, по образованию военный инженер, участник Великой Отечественной войны с сентября 1942 года, был участником Сталинградской битвы. Мать — Нинель Петровна Метёлкина.
Окончив школу, работала библиотекарем. В 1973 году в 20-летнем возрасте снялась в коротком эпизоде в фильме «Берега». 
В 1974 году впервые попала на подиум, за неделю освоив профессию «демонстратора одежды». Работала манекенщицей в ГУМе, фотомоделью. В 1979 году писатель Кир Булычёв и режиссёр Ричард Викторов, просматривая один из журналов мод, наткнулись на портрет Елены Метёлкиной и поняли, кто может сыграть инопланетянку Нийю в их будущем фильме «Через тернии к звёздам». Фильм, выпущенный на экраны к 20-летию полёта Юрия Гагарина — 12 апреля 1981 года, — собрал за первый год показа 20,5 млн зрителей. По итогам года Елена Метёлкина заняла четвёртое место по уровню популярности среди киноактёров. В 1982 году на ежегодном международном кинофестивале научно-фантастических фильмов в Триесте (Италия) Елена была награждена специальным призом жюри «Серебряный астероид» за лучшую женскую роль в научно-фантастическом фильме.
В 1983 году кинокарьера Метёлкиной продолжилась ролью дочери в семье иностранцев в короткометражном фильме Александра Майорова «Золотые рыбки» по рассказу Кира Булычёва, однако все эпизоды с иностранцами были вырезаны по требованию редакционного совета. В 1984 году Елена исполнила роли учительницы музыки Ирины в фильме Евгения Герасимова «Очень важная персона» и сотрудницы московского Института времени Полины в детском многосерийном телефильме   Павла Арсенова «Гостья из будущего», снятом по мотивам фантастической повести Кира Булычёва «Сто лет тому вперёд» (1977).  После съёмок вернулась к работе моделью.

### Вне кинематографа
В начале 1990-х годов устроилась на работу секретарём-референтом к бизнесмену Ивану Кивелиди. После гибели шефа работала уборщицей в храме Московского подворья Валаамского монастыря и в Лиге кооператоров, воспитателем в школе-интернате для больных детей, манекенщицей и продавщицей в магазине одежды, продавщицей в обувном магазине, менеджером по работе с клиентами в образовательном центре «Интенсив», учебном центре «Лингвист», «ВКС-International House». Участвует в хоре храма Покрова Пресвятой Богородицы в Покровском-Стрешневе.
В 2018 году стала амбассадором марки женской одежды «GARNETGARDEN Fashion».[значимость факта?]

### Личная жизнь
Была замужем, но муж оказался брачным аферистом, и брак был признан судом недействительным. Сын Александр работает автослесарем.

## Фильмография
- 1973 — Берега — эпизод
- 1979 — Пена[5] — участие в массовке
- 1981 — Через тернии к звёздам — Нийя
- 1984 — Очень важная персона — Ирина, учительница музыки
- 1984 — Гостья из будущего — Полина, сотрудница Института времени
- 1992 — Прикосновение — Ольга Мальцева, сестра Марины
- 2002 — Война — эпизод
- 2011 — Простое женское счастье (короткометражный) — мама Ники

## Комментарии
1. ↑  Фамилия персонажа, не упоминаемая в фильме, но фигурирующая в повести «Пленники астероида» (1981) из цикла произведений Кира Булычёва об Алисе Селезнёвой, была позаимствована автором у Елены Метёлкиной.